# Jean-Marc Pontvianne
Jean-Marc Pontvianne, född 6 augusti 1994, är en fransk friidrottare som tävlar i tresteg.

## Karriär
Vid världsmästerskapen i friidrott 2022 tog Pontvianne brons i tresteg.